# Фредерік Міллер
Фредерік Едвард Джон Міллер (англ. Frederick Edward John Miller; нар. 24 листопада 1824, Рідлінген, Німеччина — пом. 11 травня 1888) — американський пивовар та підприємець німецького походження, засновник Miller Brewing Company. Навчався пивоварному мистецтву в Зігмарінгені.

## Життєпис
Міллер одружився з Жозефіною Міллер в місті Фрідріхсгафен (Німеччина) 7 червня 1853 року. Їх перша дитина, Джозеф Едвард Міллер, народився наступного року. У 1854 році родина емігрувала до Сполучених Штатів Америки. Жозефіна померла у квітні 1860 року. Міллер одружився вдруге на Лізетт Гросс, з якою мав п'ятьох дітей, які пережили дитинство: Ернст, Еміль, Фредерік, Клара і Елісе.
Фредерік Міллер помер від раку 11 травня 1888 року і був похований в місті Мілвокі.

## Броварство
Сім'я Міллерів прибула до США у 1854 році з 9000 доларів на їхньому рахунку. У 1855 році Міллер вирішує придбати стару пивоварню англ. Plank Road Brewery в місті Мілвокі (Вісконсин) у Фредеріка Чарльза Беста за 8 тисяч доларів. У той час кухоль пива в тавернах Мілвокі коштував 5 центів. За перший рік пивоварня Фредеріка Міллера спромоглася виробити 300 барелів пива.
Міллер знав свою справу. Його пивоварня мала доступ до гарного джерела води, та й ячмінь місцевого виробництва якнайкраще підходив для броварства. Крім того, бізнесмен збудував пансіон для своїх неодружених робітиків і безкоштовно годував їх чотири рази на день. Заробітна плата робітників коливалася від 360 до 1300 доларів на рік. Робочий день починався о 4 годині ранку й завершувався о 6 годині вечора. Майстерний підхід до своєї справи допоміг Міллеру за короткий час стати одним із основних виробників пива в регіоні.
У 1888 році (рік смерті Фредеріка Міллера) фірма виробляла вже 80 тисяч барелів на рік.